# 大野治房
大野治房（?—1615年?），安土桃山時代至江戶時代前期的武將。豐臣氏家臣。父親是大野定長。母親是大藏卿局。

## 生平
生年不詳，家中次男。與兄弟們一同仕於豐臣秀吉、秀賴父子。慶長19年（1614年），在大坂之陣中，作為主戰派的中心人物之一，指揮士兵，率領大軍向紀伊國、大和國等出陣（郡山城之戰和樫井之戰等），不過攻略失敗。在大坂夏之陣後，帶著秀賴的遺兒國松逃出大坂城，不過被德川軍捕獲並斬首。
另有一說指成功逃脫，慶安2年（1649年），江戶幕府因為這個說法流傳而進行搜索行動。

## 外部連結
- 武家家伝＿大野氏 （页面存档备份，存于）